# 箔子寮普天宮
萡子寮普天宮位於台灣雲林縣四湖鄉萡子寮村莊，創廟於乾隆三十年(1765年)，廟內供奉溫府千歲是村裡主要地方民間信仰。廟內還供奉李府千歲和張府千歲等十四府王爺。

## 歷史
普天宮溫府千歲的由來，有兩派說法，一說為先民迎奉香火鎮境護佑；另一說為乘王船而來，溫府千歲在三百多年前（清初西元1644年），由唐山東石永陵，搭乘王船停泊在箔子寮海岸，於農曆九月初一清晨（九月一日便成為箔子寮普天宮溫府千歲聖誕），由箔子寮漁民捕沙蝦時所發現，當時船內有溫府千歲神旨牌位及肅函，漁民們合力將王船拖上岸後，回報並邀村民一同至海邊迎接王船上之溫府千歲回庄安奉。
普天宮創廟於乾隆三十年（西元1765年）。咸豐六年（西元1856年）及光緒二十八年（西元1902年）曾修建廟宇。
後因台灣割讓給日本，民國二十六年(西元1937年)，在日本皇民化統治下，所有廟宇神像均被拆除燒毀，普天宮諸神像由村民分別收藏奉拜。待台灣光復後，再次集資興建二進竹廟，迎諸神重回廟府供奉。竹廟因經數次風災吹襲，無法修復，於民國三十七年(西元1948年)籌暮資金與木材，建造二進宮殿式，民國四十一年(西元1952年)竣工舉行慶成大典。民國六十三年(西元1974年)增建前殿，民國七十六年(西元1987年)建造香客大樓與後殿神龕。經過多次修建才有今日之風貌。

## 事蹟
民國三十四年（昭和20年，西元1945年），四月初旬，溫王爺借乩童起駕囑咐萡子寮眾弟子， 四月十六日 那天必定不可外出，危機將到，這是天機不可洩露，果然真於當日，盟軍派機來襲，對萡子寮投下三十餘枚五百k炸彈，及無數機關槍（掃射），每枚炸彈，落在莊中，後均跳出莊外爆炸，莊外彈痕纍纍，如不是溫王爺及列位正神，神威顯赫庇佑，箔子寮眾弟子，怎能逃過此劫，從此溫府千歲之神威遠播，信徒謁拜不絕。